# China Communications Construction Company
China Communications Construction Company, Ltd. (CCCC) es una empresa multinacional de ingeniería y construcción de propiedad estatal mayoritaria que cotiza en bolsa y se dedica principalmente al diseño, la construcción y la operación de activos de infraestructura, incluidas carreteras, puentes, túneles, ferrocarriles (especialmente ferrocarriles de alta velocidad), subterráneos, aeropuertos, plataformas petrolíferas y puertos marítimos. La CCCC ha sido contratista de numerosos proyectos de la Iniciativa Belt and Road.

## Historia
Los predecesores de la CCCC se remontan a la dinastía Qing, cuando se estableció la Oficina de Ingeniería Junpu en 1905. La compañía se formó oficialmente en 2005 mediante la fusión de China Road and Bridge Corporation (CRBC) y China Harbour Engineering Company (CHEC), que se centran en la infraestructura de transporte y la infraestructura marina, respectivamente. En 2006, la compañía cotizó acciones en la Bolsa de Valores de Hong Kong, seguida de una cotización en la Bolsa de Valores de Shanghái en 2012.
La compañía tiene numerosas subsidiarias, incluida John Holland Group, que es una empresa de construcción con sede en Australia centrada en la infraestructura, y Friede & Goldman, que diseña embarcaciones en alta mar para la industria del petróleo y el gas.[cita requerida]

## Accionistas
La CCCC es una empresa blue chip (parte del índice CSI 300). La Comisión estatal para la supervisión y administración de los activos del Estado (SASAC) posee el 63,8% de las acciones de la empresa. Otros accionistas incluyen múltiples afiliados de (o fondos administrados por) Merrill Lynch, BlackRock y JPMorgan Chase.

## Proyectos
Algunos proyectos de la CCCC incluyen:
- Autopista Beijing-Tianjin-Tanggu
- Autopista Jinan-Qingdao
- Autopista Xi'an-Hefei
- Ferrocarril de alta velocidad Shanghái-Hangzhou
- Ferrocarril Chengdu-Chongqing
- Ferrocarril de alta velocidad Xi'an-Baoji
- Ferrocarril de alta velocidad Shanghái-Kunming
- Ferrocarril interurbano de alta velocidad Shanghái-Nanjing
- Ferrocarril Mombasa-Nairobi
- Línea dedicada a los pasajeros del ferrocarril Harbin-Dalian
- Metro de Guangzhou
- Muelle de 300.000 toneladas de petróleo crudo en Dalian
- Proyecto ferroviario Hefei-Wuhan
- Puente de Pulandian
- Puente de Runyang
- Puente de Chaotianmen sobre el río Yangtsé en Chongqing
- Tangier Tech City
- Tránsito de tren ligero de Wuhan
- Túnel de Karnaphuli, Bangladés[6]

## Controversia

### Exclusión del Banco Mundial
En 2009, el Grupo del Banco Mundial inhabilitó a la CCCC durante ocho años debido a un fraude en proyectos de carreteras en Filipinas. En ese año, la compañía presuntamente transfirió $ 19 millones a Teodorín Obiang, hijo del dictador de Guinea Ecuatorial, según un caso de decomiso de activos de 2013 en EE. UU. En 2010, una de las subsidiarias de la CCCC, China Habour Engineering Company, ganó el contrato para construir el puerto de Magampura Mahinda Rajapaksa. En 2018, Bangladés prohibió China Harbour Engineering Company, una subsidiaria de la CCCC, tras un intento de corrupción para ganar una licitación de carreteras.

### Acusaciones de soborno
Una de las subsidiarias de la empresa, China Harbour Engineering Company, ha sido investigada en Bangladés y Filipinas por presunto soborno.

### Sanciones de EE. UU.
La CCCC participa activamente en proyectos de dragado en áreas en disputa en el Mar de China Meridional, construcción de carreteras en Xinjiang y construcción de instalaciones logísticas navales en el puerto de Gwadar. En agosto de 2020, el Departamento de Comercio de los Estados Unidos colocó varias subsidiarias de la CCCC en la Lista de Entidades de la Oficina de Industria y Seguridad por su trabajo de construcción para militarizar islas artificiales en el Mar de China Meridional. El mismo mes, el Departamento de Defensa de los Estados Unidos dio a conocer los nombres de otras «compañías militares comunistas chinas» que operan directa o indirectamente en los Estados Unidos. La CCCC se incluyó en la lista. En noviembre de 2020, Donald Trump emitió una orden ejecutiva que prohíbe a cualquier empresa o individuo estadounidense poseer acciones en empresas, incluida la CCCC, que el Departamento de Defensa de EE. UU. Ha enumerado como vinculadas al Ejército Popular de Liberación. En diciembre de 2020, el Departamento de Comercio de los Estados Unidos añadió el mismo la CCCC a la Lista de entidades.